# Roger Mandle
Earl Roger Mandle, né le 13 mai 1941 à Hackensack, dans le New Jersey et mort le 28 novembre 2020 à Dartmouth, dans le Massachusetts, plus connu sous le nom de Roger Mandle, est un administrateur de musée, conservateur, historien de l'art et président d'université américain. Il est président de la Rhode Island School of Design de 1993 à 2008. Il est directeur du Toledo Museum of Art (1977-1988) et directeur adjoint et conservateur en chef de la National Gallery of Art (1988-1993).

## Biographie

### Jeunesse et éducation
Né le 13 mai 1941 à Hackensack, dans le New Jersey,, Earl Roger Mandle est le fils d'Earl Simmon Mandle (1913-1980), un graphiste qui se lance dans l'entreprise familiale de viande, et de Phyllis Key (née Olberg) Mandle (1915-1995), qui travaille dans la conception de vêtements. Il obtient un BA en 1963 du Williams College et un MA et un certificat en formation muséale en 1967 de l'Université de New York. Spécialiste de l'histoire de l'art néerlandais, il obtient un doctorat en 2002 en histoire de l'art à l'université Case Western Reserve. Sa thèse de 2001 a été supervisée par Walter Gibson et Catherine Scallen.

### Carrière
Roger Mandle enseigne l'art à la Phillips Academy d'Andover, dans le Massachusetts, de 1963 à 1964, et à la McBurney School de New York, de 1964 à 1965 . Il commence sa carrière dans la direction de musées en tant que directeur associé du Minneapolis Institute of Art de 1967 à 1974, avant de devenir directeur associé du Toledo Museum of Art de 1977 à 1976. Il est directeur à Toledo de 1977 à 1988 ,,,. De 1988 à 1993, en tant que directeur adjoint et conservateur en chef de la National Gallery of Art à Washington, il est un militant artistique déclaré. Pendant son séjour à Washington, il siège au National Education Goals Panel qui prépare les normes nationales pour l'éducation artistique, qui vont faire partie des National Educational Goals (ou Goals 2000 ). Les présidents Ronald Reagan et George HW Bush nommé Roger Mandle au Conseil national des arts, l'un des nombreux groupes politiques et consultatifs auxquels il  participe,.

#### École de design de Rhode Island
En 1993, il est nommé président de la Rhode Island School of Design à Providence. Durant son mandat à la RISD, il supervise le développement de projets ambitieux (tels que la création d'un bâtiment de musée par Rafael Moneo ) et est reconnu pour avoir augmenté la sélectivité dans les taux d'acceptation de l'école. Il lance également des programmes avec l'université Brown voisine, notamment un programme de double diplôme permettant aux étudiants d'obtenir un B.F.A. et un B.A. dans les deux établissements. En 2008, John Maeda lui succède. En mai 2009, Roger Mandle reçoit un doctorat honorifique de la Rhode Island School of Design,.

#### Qatar Museum Authority et fin de carrière
Après avoir quitté son poste de la RISD en juillet 2008, il assume le poste de directeur du Qatar Museums Authority où il reste jusqu'en 2012. Il  supervise de nombreux musées au Qatar, notamment le Musée d'art islamique, le Musée d'histoire naturelle du Qatar et le Musée national du Qatar.
Son travail permet de développer le premier établissement d'enseignement en ligne à but non lucratif et sans frais de scolarité, qui vise à révolutionner l'enseignement supérieur en rendant les études de niveau universitaire accessibles aux étudiants du monde entier. Il siège aux conseils d'administration de l'American Association of Museums, du Williams College Museum of Art, du Clark Art Institute et du Silk Road Project.

### Prix et distinctions
Roger Mandle reçoit des diplômes honorifiques de l'Université de Toledo (DFA, 1983), du Kenyon College (DFA, 1986), de l'Université Brown (DFA, 2003), du Maryland Institute College of Art, de l'Université Bryant (Doctor of Human Letters, 2011), de la Rhode Island School of Design (2009) et de l'Université Virginia Commonwealth (Doctor of Human Letters, 2009). Il est fait Chevalier de l'Ordre d'Isabelle la Catholique par le roi Juan Carlos d'Espagne en 1985, et est membre de la Royal Society of Arts.

### Mort
Roger Mandle meurt le 28 novembre 2020 à Dartmouth, dans le Massachusetts, à l'âge de 79 ans. Il laisse dans le deuil son épouse, l'artiste Gayle Wells Mandle, et deux enfants.